# Nišovice
Nišovice är en ort i Tjeckien.   Den ligger i regionen Södra Böhmen, i den sydvästra delen av landet, 110 km söder om huvudstaden Prag. Nišovice ligger 458 meter över havet och antalet invånare är 208.
Terrängen runt Nišovice är platt åt nordost, men åt sydväst är den kuperad. Nišovice ligger nere i en dal. Runt Nišovice är det ganska glesbefolkat, med 40 invånare per kvadratkilometer. Närmaste större samhälle är Strakonice, 11,8 km norr om Nišovice. Omgivningarna runt Nišovice är en mosaik av jordbruksmark och naturlig växtlighet.